# Wasserturm Pulverdingen

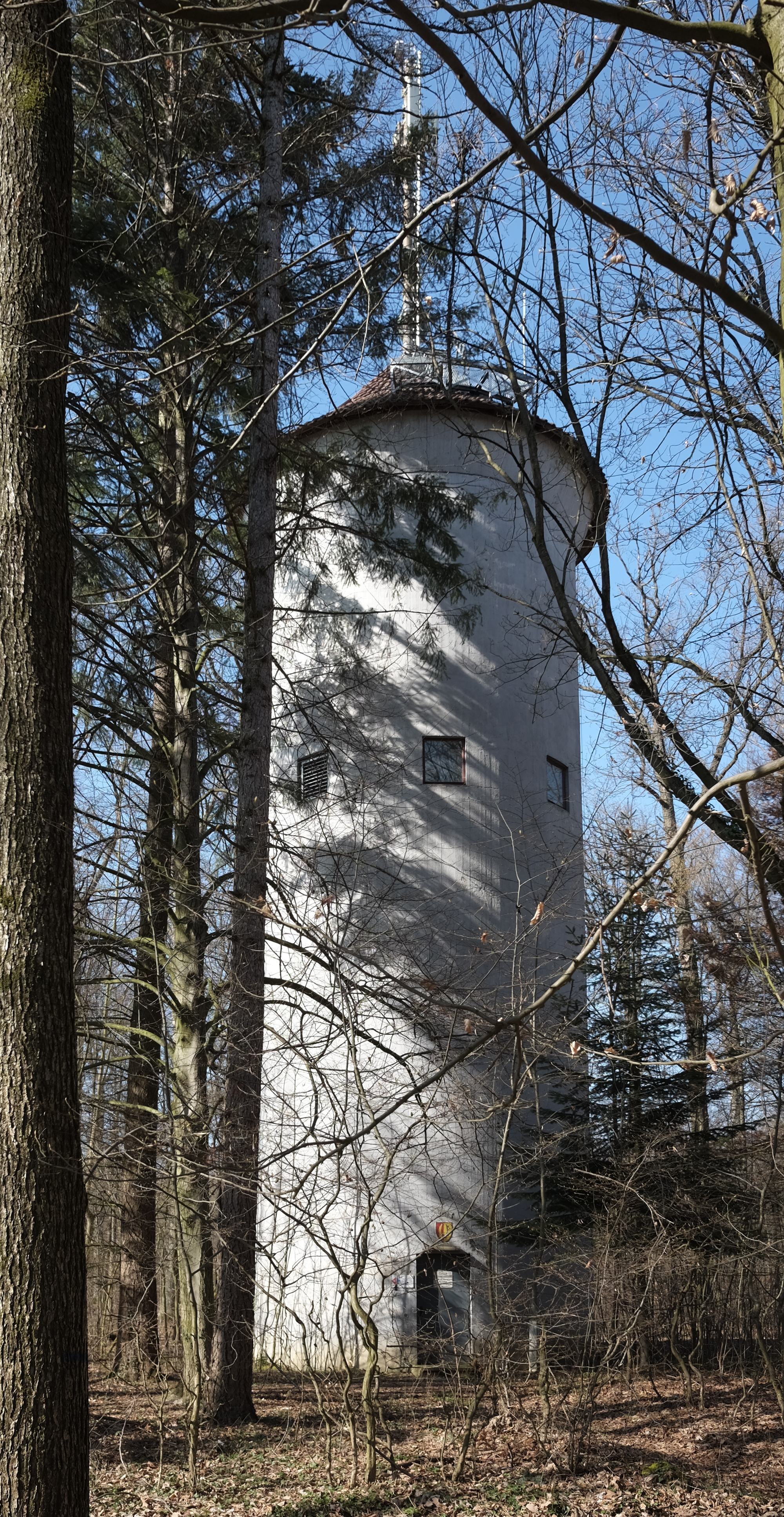
Der Wasserturm im Pulverdinger Holz

Der Wasserturm Pulverdingen ist ein Wasserturm im zur baden-württembergischen Stadt Vaihingen an der Enz gehörenden Pulverdinger Holz. Er dient der Wasserversorgung der umliegenden Gemeinden Enzweihingen und Hochdorf.
Der Turm aus Stahlbeton wurde im Jahr 1958 erbaut und liegt auf einer Höhe von 333 m ü. NHN. Über dem Zugang des Turmes wird das Baujahr erwähnt und darunter das Enzweihinger Wappen dargestellt.